# Deutsche Gesellschaft für Schlafforschung und Schlafmedizin
Der Verein Deutsche Gesellschaft für Schlafforschung und Schlafmedizin e. V. (DGSM) German Sleep Society ist eine deutschsprachige wissenschaftliche Gesellschaft, die sich mit der Erforschung des Schlafes und dessen Störungen sowie mit der klinischen Untersuchung und Behandlung von Schlaf- und Wach-Störungen beschäftigt.
Aus Vorläuferorganisationen, wie dem Arbeitskreis Klinischer Schlafzentren (AKS seit 1987, gegründet von Eckart Rüther) und der Arbeitsgruppe „Nächtliche Atmungs- und Kreislaufregulationsstörungen“ (gegründet von Herrmann Peters) der Deutschen Gesellschaft für Pneumologie (seit 1984), wurde 1992 die DGSM mit Sitz in Hephata (Schwalmstadt) gegründet. Die DGSM ist als Fachgesellschaft von der Arbeitsgemeinschaft der Wissenschaftlichen Medizinischen Fachgesellschaften anerkannt. Durch die DGSM sind bundesweit etwa 300 Schlaflabore akkreditiert.
Erster Vorsitzender war Matthias Berger (bis 1994), ihm folgten Jörg Hermann Peter (bis 1998), Jürgen Fischer (bis 2006) Geert Mayer (bis 2012), Alfred Wiater bis 2018, und schließlich Peter Young. Auf der infolge der Corona-Pandemie im November 2020 virtuell abgehaltenen jährlichen Mitgliederversammlung wurde Thomas Penzel, der wissenschaftliche Leiter des Schlaflabors der Charité, zum neuen Vorsitzenden gewählt.
Die DGSM vergibt mehrere Preise zur Förderung der Schlafforschung. Hierzu gehören ein Promotionspreis und der Traumpreis, der seit dem Jahr 2002 im Rahmen des DGSM-Kongresses an verdiente Institutionen und Personen aus dem Bereich der Schlafforschung vergeben wird. Der mit 1.500 € dotierte Kinderschlafpreis wurde im Jahr 2020 erstmals an eine Hebamme vergeben. Der Nachwuchsförderpreis Schlafforschung ist mit 6.500 € dotiert und wendet sich an Schlafforscher, die jünger als 35 Jahre sind. Bisherige Preisträger waren:
- 2007 Tobias Groh
- 2008 Kai Spiegelhalder
- 2009 Markus Dworak
- 2010 Karla Viviani Allebrandt
- 2011 Martina Krenzer
- 2012 Julian Peter Lippert und Christian Benedict
- 2013 Claire-Marie Gropp und Hong-Viet V. Ngo
- 2014 Chiara Baglioni
- 2015 Lisa Genzel
- 2016 Marion Kuhn
- 2017 Benedikt Hofauer
- 2018 Donata Grünewald
- 2019 Jonathan Gabriel Maier
- 2020 Christine Blume
- 2021 Lukas Bernhard Krone
- 2022 Michael Hahn
- 2023 Jens Spiesshoefer und Mohamed S. Ameen

Die Preisträger des Nachwuchsförderpreises Schlafforschung verpflichten sich, auf Basis ihrer prämierten Arbeiten einen Beitrag für die Fachzeitschrift der Gesellschaft zu verfassen. Die Zeitschrift „Somnologie“ wurde auf Initiative von Eckart Rüther als offizielles Organ der DGSM gegründet. Der Begriff Somnologie stammt von Eckart Rüther.